# Signé illisible
Pour plus de détails, voir Fiche technique et Distribution.
Signé illisible est un film français de Christian Chamborant sorti en 1942.

## Synopsis
Dans une petite ville de province des vols sont commis, et on y enlève des fils-à-papa. L'adjudant de gendarmerie qui mène l'enquête est aidé par un cinéaste, Carlier (André Luguet).

## Fiche technique
- Titre : Signé illisible
- Réalisation : Christian Chamborant, assisté de Jean Faurez
- Scénario et dialogue : Jean Boyer
- Décors : Raymond Druart
- Photographie : Alphonse Lucas
- Musique : Maurice Yvain
- Producteur : Lucien Masson
- Directeur de production : Jean Jeannin
- Société de production : Sirius Films
- Pays de production :  France
- Format :  Noir et blanc - 1,37:1 - 35 mm - son mono
- Genre : Comédie dramatique - Policier
- Durée : 100 minutes
- Date de sortie : 
  - France : 17 juillet 1942

## Distribution
- André Luguet : le cinéaste Carlier, pris par erreur pour un inspecteur de police venu de Paris
- Gaby Sylvia : Monique Lavergne
- Yves Deniaud
- Fernand Charpin : le brigadier de gendarmerie Ducreux
- Rosine Luguet : Arlette
- Jacqueline Gauthier : Christiane
- Alfred Baillou : Clovis
- Albert Broquin : le clochard
- Jean Dannet : Clément
- Hélène Dartigue : la cuisinière
- Marguerite de Morlaye : la dame au piano
- Albert Duvaleix : M. Lavergne
- Eugène Frouhins : le jardinier
- Christian-Gérard : Léon Tourlet
- Palmyre Levasseur : la blanchisseuse
- Jean Parédès : Robert Pigard
- Germaine Reuver : Mme Lavergne
- Jacques Roussel : l'inspecteur
- Made Siamé : Mme Tourlet
- Simone Gerbier